# K-9
Cet article concerne le personnage. Pour la série télévisée, voir K-9 (série télévisée).
Pour les articles homonymes, voir K9.
K-9 est un personnage de la série Doctor Who. C'est un chien robot, compagnon du Docteur. Il existe 5 modèles de K-9, apparaissant dans la série et divers spin-offs. Deux de ces modèles ont accompagné le quatrième Docteur, dès 1977. De plus, K-9 apparaît dans de nombreux spin-offs : K-9 and Company, The Sarah Jane Adventures, et K-9.
Son nom est un calembour ; K-9 en anglais sonnant comme le mot « canine », l'anglais pour canin.

## Chronologie du personnage

### Doctor Who1resérie(1963 - 1989)
Le personnage de K-9 apparaît pour la première fois dans la quinzième saison de Doctor Who à l'occasion de l'épisode de 1977 « The Invisible Enemy. » Dans cette histoire, le Docteur est infecté par un virus et est transféré dans la seconde partie dans un hôpital sur K4067, un astéroïde en orbite de Titan. Il est soigné par le Professeur Marius, un médecin un peu excentrique qui s'est fabriqué un ordinateur en forme de chien nommé K-9, en souvenir de son chien laissé sur Terre. Durant l'épisode, K-9 aidera le Docteur et Leela dans leur combat contre les infectés et à la fin de l'épisode, devant revenir sur Terre, le professeur Marius fait cadeau de K-9 au Docteur et à Leela.
K-9 suivra le Docteur durant la suite de la quinzième saison, même si, cassé, on le voit à peine au début de « Image of the Fendahl. » Il aide le Docteur et Leela plusieurs fois, notamment dans « The Invasion of Time » lorsqu'il répare le champ de force autour de la planète natale du Docteur, Gallifrey. À la fin de cet épisode, lorsque Leela décide de rester là bas afin d'épouser Andred, K-9 reste avec eux.
Néanmoins, le Docteur possède un autre K-9 qui sera connu dans la série comme K-9 Mark II et qui est introduit dans l'épisode « The Ribos Operation » Celui-ci est semblable en tout point à sa précédente version. Il sera présent lors des saisons 16 et 17.
À l'été 1980, peu de temps avant la saison 18, le départ prochain de Romana et de K-9 de la série fuite dans la presse. Une campagne de lettres de protestations est organisé par le quotidien The Sun et le producteur John Nathan-Turner viendra expliquer que le robot-chien apparaît dans 20 des 28 épisodes de la saison 18 (une chose qu'il avait déjà décidé à l'époque.) K-9 partira lors de l'épisode « Warriors' Gate » en 1981. À la fin de cet épisode, le Docteur donne K-9 à Romana, lorsque celle-ci décide de rester dans la dimension parallèle de l'E-Space. Le personnage de K9 est réapparu brièvement dans les épisodes Search Out Space et Dimensions in Time, le second célébrant les trente ans de la série.

### K-9 and Company
En 1981, une série dérivée de Doctor Who nommée K-9 and Company fit son apparition dans laquelle une ancienne assistante du Docteur, Sarah Jane Smith, se faisait offrir K-9. Échec commercial, la série ne dépassa pas le stade du pilote.

### Doctor Who2esérie(2005 - en cours)
K-9 réapparaît dans Doctor Who en 2006, dans le troisième épisode de la saison 2 L'École des retrouvailles. Sarah Jane explique qu'elle a toujours K-9 mais que celui a cessé de fonctionner. Le Docteur réussit à le réparer et celui-ci se sacrifie à la fin pour faire exploser les Krilitanes. Il est néanmoins remis à neuf par le Docteur et donné à Sarah Jane Smith sous la forme du "K-9 mark III." Compagnon de Sarah Jane Smith, il réapparaît brièvement dans le final de la saison 4 La Fin du voyage pour transférer les codes du TARDIS.

### The Sarah Jane Adventures
K-9 apparaît dans le pilote de la série, Invasion of the Bane. Il est occupé à réparer un trou noir causé par l'accélérateur de particules LHC. Il apparaît dans quelques épisodes, mais pour des raisons de droits, ne peut pas être un personnage permanent. C'est dans la troisième saison dans l'épisode The Mad Woman in the Attic que le chien robot devient enfin un rôle récurrent de la série.

## Versions de K9

### K9 Mark I
K9, plus tard renommé "K9 Mark I" (Leeson), est initialement apparu dans The Invisible Enemy (1977) comme étant la création du Professeur Marius (Frederick Jaeger) en l'an 5000. K9 a successivement voyagé avec le Quatrième Docteur (Tom Baker) et Leela (Louise Jameson) comme compagnon du docteur dans ses aventures spatio-temporelles jusqu'à The Invasion of Time (1978). Dans cet épisode, K9 décide de rester sur la planète d'origine du Docteur, Gallifrey avec Leela. Immédiatement après, Doctor Who introduit une seconde incarnation de K9 : la dernière scène de The Invasion of Time montre le docteur déballant une boîte avec une étiquette 'K9 Mk II".
Bien que la première incarnation de K9 ne réapparait pas dans la série télévisée, il sera la star de K-9 la série télévisée, dans laquelle il subit un processus de "régénération" faisant apparaître une version plus sophistiquée et futuriste de K9. Dans la première saison de K9, le personnage est transporté à Londres vers les années 2050 par le professeur Gryffen (Robert Moloney). Bien que lors de la régénération, le personnage perd les souvenirs de ses aventures avec le docteur, il assiste Gryffen et plusieurs adolescents contre un régime dystopien nommé "Le Département". La version mise à jour de K9 à de nouvelles caractéristiques, telles qu'un affichage tête haute, la possibilité de voler, et des armes laser plus puissantes.

### K9 Mark IV
K9 Mark IV est une version de K9 Mark III, réparé et amélioré par le Dixième Docteur dans la Saison 2 (2005) Épisode 2 L'École des retrouvailles, pour être offert en cadeau à Sarah Jane Smith

## Clin d'œils et caméo
- K-9 apparaît aussi dans le jeu vidéo Fallout 2 comme compagnon de route.
- Un des personnages de la série Queer as Folk est fan de Doctor Who et se fait offrir un K-9 pour son anniversaire.
- Un Maximals nommé K-9 apparaît dans la série Animutants.
- Un chien et un chat robot, K-10 et Kit-9, apparaissent dans l'épisode « Vas-y Dieu ! Vas-y ! II » de la série South Park.
- Une application libre et gratuite de gestion de courrier électronique populaire sur système Android s'appelait K-9 Mail : son icône constitue une référence directe. K-9 mail a depuis été reprise[1] par la Fondation Mozilla, qui a changé son nom et logo pour ceux de Thunderbird.
- K-9 est le compagnon de Marvin le Martien dans la franchise Looney Tunes.
- A la Gamescom 2011, est donné un skin "Riot K-9" pour le jeu vidéo League of Legends. Il s'agit du skin pour le personnage de Nasus (un chien). Le skin est dénommé régulièrement " Police dog " par les joueurs. Par la suite, ce skin est disponible uniquement pendant les événements physiques que Riot Games organise[2].
- Dans le DLC Blood Dragon du jeu vidéo Far Cry 6, est inclus un chien robot nommé K-9000. Deblocable uniquement à l'achat du DLC.